# Sosnivka, Bilohirea
Sosnivka (în ucraineană Соснівка) este un sat în comuna Kvitneve din raionul Bilohirea, regiunea Hmelnîțkîi, Ucraina.

## Demografie
Componența lingvistică a localității Sosnivka
     Ucraineană (99,19%)
     Alte limbi (0,81%)
Conform recensământului din 2001, majoritatea populației localității Sosnivka era vorbitoare de ucraineană (99,19%), existând în minoritate și vorbitori de alte limbi.